# Søren Absalon Larsen
Søren Absalon Larsen (Nørre Aaby, 5 aprile 1871 – Gentofte, 2 gennaio 1957) è stato un fisico danese che ha lavorato nel campo dell'elettroacustica ed è conosciuto per aver dato il suo nome all'effetto Larsen.

## Biografia
Absalon Larsen ottenne un Master of Science in filosofia e insegnò teologia e poi iniziò a studiare fisica. Successivamente fu assistente del professor Peter Kristian Prytz nell'organizzazione di un nuovo corso di esercitazione in elettronica per ingegneri meccanici. Fu impiegato al Politecnico, prima come docente, poi come professore di ingegneria elettrica. Dal 1937 fu presidente del gruppo di ingegneria elettrica Danish Academy of Technical Sciences.
Maggiori dettagli biografici esistono nel Dansk Biografisk Leksikon e nel Nordisk Familjebok, in danese.

## Famiglia
I suoi genitori erano il contadino e falegname, poi maltista, Hans Christian L. (1834-1920) e Ingeborg Absalonsen (1833–92). Nel 1900 sposò Agnes Hedevig Elisabeth Munch (nata l'11.06.1874 ad Haslemere, morta il 20.9.1953 a Gentofte), figlia del mercante Peter Jacob M. (1834-1914) e di Charlotte Margaret Adler (1842-1926).

## Formazione scolastica
- 1890: studente
- 1891: laureato
- 1896 - 1897: assistente del professore K. Prytz (Peter Kristian Prytz, 1851-1929) [6]
- 1898: medaglia d'oro dell'Università di Copenaghen per la tesi sulla conducibilità elettrica degli amalgamati
- 1898 - 1903: assistente al laboratorio di fisica del Politecnico
- 1903 - 1906: professore associato di ingegneria elettrica al Politecnico
- 1906 - 1941: professore di ingegneria elettrica all'Università Tecnica
- 1951: dottorato honoris causa, Università Tecnica della Danimarca [7]

## Pubblicazioni
- AC 1 + 2" 1923 (libro)
- Messungen von vagabondierenden Stromen in Gas-und Wasserrohren 1901 (articolo di giornale) ~ Misurazione degli effetti della corrente elettrica vagante nei tubi del gas e dell'acqua.
- A. Larsen, Ein akustischer Wechselstromerzeuger mit regulierbarer Periodenzahl für schwache Ströme'", Elektrotech. Z., ETZ 32, pagg. 284–285, marzo 1911.[8]
- Voci WorldCat[9]
  - Sagen mod praesten i Vejlby og de sager, der fulgte di Absalon Larsen (Libro) [10]
  - Telegrafonen og den Traadløse og Opfinderparret Valdemar Poulsen og PO Pedersen di Absalon Larsen (libro)[11]
  - Naturfredning i Frederiksborg amt di Absalon Larsen (libro)[12]
  - Methodical classification of international definitions: A paper read before the special committee on nomenclature, a their meeting in Colonia, marzo 1913 da Absalon Larsen (libro) [13]
  - Om Radioforstyrrelser og Midler derimod (libro)[14]
  - The Discovery of electromagnetism made in the year 1820 by HC Oersted di Absalon Larsen (libro)[15]